# Grbavica I
Grbavica I je naselje (mjesna zajednica) na području općine Novo Sarajevo, s približno 10.000 stanovnika. Do Drugog svjetskog rata ozemlje koje danas obuhvaća moderni gradski kvart činila su većim dijelom poljoprivredna gazdinstva s rijetkim čvrstim objektima. Ubrzana urbanizacija počela je pedesetih godina prošloga stoljeća. Tada su podignuti prvi stambeni objekti, uglavnom za potrebe časničkog i podčasničkog kadra tadašnje JNA. Vremenom je naselje raslo i poprimalo značajke urbane sredine, tako da u ovom trenutku možemo govoriti o posve zaokruženoj, odnosno urbaniziranoj gradskoj cjelini.

## Stanovništvo
Tijekom rata 1991. – 1995. naselje je bilo pod kontrolom srpskih snaga koje su u obruču držale Sarajevo, a nakon reintegracije 1996. došlo je do masovnog egzodusa Srba, tako da je struktura stanovništva po nacionalnom, dobnom i spolnom kriteriju drastično izmijenjena.

## Uprava
Sukladno Pravilima mjesnih zajednica upravna tijela MZ Grbavica I su sedmočlano vijeće i tročlani nadzorni odbor.

## Poveznice
- Grbavica (2006)

## Vanjske poveznice
- Tifa - Grbavica